# 136ª Divisione corazzata "Giovani Fascisti"
La 136ª Divisione corazzata "Giovani Fascisti" è stata, nominalmente, una Grande unità corazzata del Regio Esercito nella seconda guerra mondiale, che operò sul fronte dell'Africa Settentrionale dal 1941 al 1943.

## Storia
La grande unità non venne mai completata nei suoi organici, e non dispose mai di mezzi corazzati: il 1º Reggimento fanteria carrista, che le fu brevemente assegnato e poi revocato, non giunse infatti mai in Libia.

### Le origini
Nel 1940, con l'entrata in guerra dell'Italia, la Gioventù italiana del littorio (GIL) organizzò una marcia dimostrativa, la cosiddetta "Marcia della Giovinezza": circa ventimila Avanguardisti e membri dei Gruppi Universitari Fascisti, provvisoriamente organizzati in 25 battaglioni, armati con fucile Mod. 91 e pugnale della GIL raggiunsero Padova dopo una marcia di 450 km ed il 10 ottobre vennero passati in rassegna da Mussolini. Alla decisione di sciogliere questi battaglioni seguirono proteste e tafferugli tali che il P.N.F., allarmato, inviò sul posto il Maggiore Fulvio Balisti, già Comandante dei Battaglioni G.I.L Bologna, a sedare la rivolta. La determinazione dei giovani, appoggiati dal Segretario del PNF Ettore Muti, indusse il Comando della GIL a formare tra ottobre e novembre tre battaglioni speciali che vennero inviati ad addestrarsi a Formia, Gaeta e Scauri. Nel corso di un'ispezione al Gruppo, il Generale Taddeo Orlando, avendo osservato un'esercitazione a fuoco, espresse parere positivo al loro impiego e Adelchi Serena, succeduto ad Ettore Muti nella carica di segretario del partito, dopo avere in precedenza bollato seccamente i Giovani Fascisti come "nient'altro che Premilitari" impreparati alla guerra, facendo marcia indietro diede il suo assenso affinché fosse costituita la 301ª Legione CC.NN. d'assalto della MVSN nella quale 12 aprile 1941 il Ministero della Guerra dispose che confluissero i giovani del Gruppo Battaglioni.

### Il gruppo BattaglioniGiovani Fascisti
La 301ª Legione CC.NN. d'assalto "Primavera" venne ufficialmente costituita il 14 aprile, ma verificato che i giovani non avevano adempiuto agli obblighi di leva e quindi non potevano essere ammessi nella MVSN, già il 18 aprile fu deciso di arruolarli come volontari nel Regio Esercito per formare il Gruppo Battaglioni "Giovani Fascisti". Dopo tali contrasti, anche dovuti alla destituzione di Ettore Muti, sostituito da Adelchi Serena nella carica di segretario del Partito Nazionale Fascista, una severa selezione ridusse il numero degli abili all'arruolamento a circa duemila della classe di leva 1922, inquadrati in tre battaglioni: il I Battaglione "Mi scaglio a ruina", il II "Abbi fede" ed il III "A ferro freddo". La Milizia ritirò uniformi ed armamenti e i volontari ricevettero l'uniforme grigioverde della fanteria, con fiamme rosse a due punte filettate di giallo (i colori di Roma) con le stellette ed il fez nero degli arditi della Iª Guerra Mondiale come copricapo di specialità. La circolare del 18 aprile protocollo nº 49640, disponeva che ai volontari non fosse concessa la qualifica di "volontari di guerra" e che venissero arruolati come "volontari ordinari" nel Regio Esercito, senza vincoli di ferma, con l'assenso paterno;. II Gruppo venne posto al comando dal Tenente colonnello Fernando Tanucci Nannini, il 1º Battaglione al comando del maggiore Fulvio Balisti, il II° Battaglione al comando del Capitano Pietro Baldassari. II 21 aprile il Gruppo prestò giuramento al Re. In realtà non vennero controllati, né la classe, né l'assenso paterno, così nei battaglioni vi erano le classi del 1922, 1923 e 1924, oltre a tre volontari del 1925 ed uno del 1926. Il gruppo, non costituendo Reggimento, non ricevette la Bandiera di combattimento e, stranamente, non vennero mai distribuiti gli elmetti M33: i volontari combatterono per tutta la durata della guerra senza l'elmetto.

#### Impiego operativo
Nel luglio 1941 il Gruppo Battaglioni "Giovani Fascisti" venne trasferito a Taranto dove il 27 luglio vennero imbarcati per la Libia il comando di Gruppo con il I ed il II Battaglione, che giunsero in Africa settentrionale, sbarcando a Tripoli il 29 luglio, mentre il III rimaneva in Italia come battaglione deposito e complementi. Dopo lo sbarco il Gruppo venne inviato con compiti di presidio a Homs e Misurata. I battaglioni subirono trasformazioni nell'organico e ricevettero le regolamentari armi di accompagnamento, i cannoni controcarro da 47/32 ed i mortai da 81mm Mod. 35.

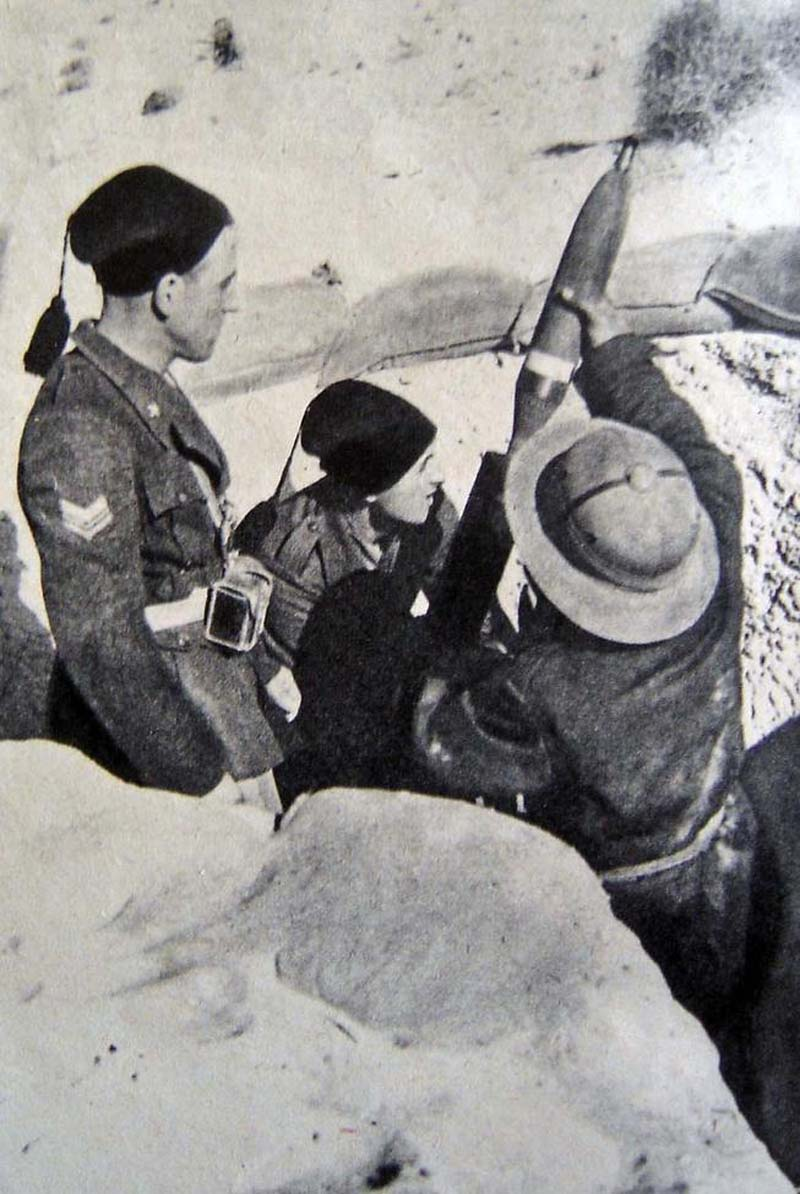
Una squadra di "giovani fascisti", riconoscibili dal fez nero, in azione con un mortaio da 81 Mod. 35

Il Gruppo battaglioni "Giovani Fascisti" prese parte alle operazioni di guerra contro gli alleati come parte dell'Armata corazzata italo-tedesca. Venne inizialmente inquadrato (settembre 1941) nel R.E.C.A.M., il Reparto Esplorante Corazzato del Corpo d'Armata di Manovra comandato dal generale Gambara, costituito dalle divisioni "Ariete" e "Trieste", e prendendo parte alla seconda battaglia di Bir el Gobi all'inizio di dicembre.
(John Gooch. Decisive campaigns of the Second World War. Chapter: The North African Campaign.)

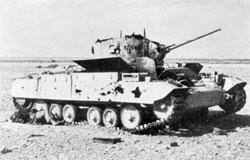
Ippolito Niccolini vicino al carro inglese fermato con il sacrificio della sua vita

Nella battaglia di Bir el Gobi il Gruppo Battaglioni "GG.FF." era composto da 1 454 uomini, armati di 24 fucili mitragliatori Breda Mod. 30, 12 mitragliatrici Breda Mod. 37, 12 fucili controcarro Maroszek wz. 35 di preda bellica polacca, 6 fucili controcarro Solothurn S-18/1000, 8 cannoni d'accompagnamento da 47/32 Mod. 1935, 8 mortai da 81 mm e due casse di bombe a mano anticarro Pazzaglia. Inoltre a Bir el Gobi vi era un presidio composto da 12 CV33 che furono interrati e usati come bunker, due M13/40, due cannoni 47/32 e due mitragliere da 20 mm Mod. 35.
Bir el Gobi era un importante crocevia per le carovane, nonché ultimo caposaldo della linea dell'Asse nell'entroterra. Per questo motivo i britannici lo reputavano, a ragione, il baluardo da superare per poter aggirare e intrappolare le truppe italo-tedesche e, conseguentemente, liberare le forze alleate che difendevano Tobruch.

La battaglia ebbe inizio il 3 dicembre e durò sino al 7 dicembre. Il Gruppo Battaglioni "GG.FF." combatté contro l'11ª Brigata indiana e parte della 22ª Brigata guardie, sino a respingerne l'assalto e impedendo così alle forze alleate di raggiungere El-Adem. La mattina del 7 dicembre il nemico tolse l'assedio con l'arrivo di due colonne delle 15ª e 21ª Panzer Division tedesche guidate dal generale Erwin Rommel, che osservando il campo di battaglia ed i carri distrutti, si complimentò con il tenente Milesi facendogli dire dal suo interprete:
I militari del Gruppo Battaglioni "GG.FF." nel corso della battaglia furono protagonisti di innumerevoli episodi di valore come i sacrifici del Capitano Barbieri, dei Sergenti Lupo, Naldi e Ravaglia, dei volontari Bilferi, Calvano, Cocchi, Crocicchio, Bolognesi, Guidoni, Meloni, Minarelli, Nulli, Romagnoli, Togni e primo fra tutti il Caporal maggiore Ippolito Niccolini, che, benché ferito, per tre volte riuscì a neutralizzare un carro nemico e sarebbe stato insignito di Medaglia d'oro al valor militare alla memoria. Il comandante della Divisione Corazzata GGFF ridotta a "Gruppo" dopo la campagna d'Africa, il colonnello Giacomo Sechi, tenne in scacco le forze inglesi sino alla comunicazione da Roma della resa. Anche il Comandante del Gruppo, Tenente colonnello Tanucci, venne ferito e il Comandante del I° Battaglione "Mi scaglio a ruina", maggiore Balisti, ferito gravemente alla gamba sinistra, che sarà successivamente amputata, si fece portare in barella nelle postazioni per incitare "i suoi ragazzi". Le perdite nei Volontari GG.FF. ammontarono a 54 morti con 117 feriti e 31 dispersi. Pesanti sono state le loro perdite inflitte al nemico: due compagnie sono state completamente distrutte, le loro perdite ammontarono a circa 300 morti, 250 feriti, 71 prigionieri; distrutti sei carri armati pesanti, sei leggeri e molti automezzi. Al termine della battaglia il "Gruppo Battaglioni Giovani Fascisti" ripiegò con altre unità italo-tedesche; il Gruppo avendo perso tutti i suoi automezzi, iniziò il ripiegamento a piedi, con alcuni carri della Divisione Ariete, che caricarono i feriti e trainarono i cannoni da 47/32. I "Giovani Fascisti" vennero citati sul bollettino di guerra nº 533. Malgrado la notevole disparità di forze, i "Giovani Fascisti" fecero fallire il piano inglese, che prevedeva di dividere in due lo schieramento italo-tedesco, impedendo così alle forze alleate di raggiungere El-Adem.
Dopo essere entrato a far parte della Divisione "Sabratha", e aver preso parte ai combattimenti di El Agheila e Marsa El Brega subendo lievi perdite, il Gruppo Battaglioni "GG.FF." nel marzo 1942 viene inviato a riposo al Villaggio Gioda. Alla fine dello stesso mese il R.E.C.A.M. venne concentrato nel villaggio dove vengono consegnate le decorazioni al valor militare, e viene sciolto e al suo posto venne istituito il R.E.Co., il Raggruppamento Esplorante Corazzato. Presso il Villaggio Gioda il "Gruppo Battaglioni Giovani Fascisti" ricevette visite importanti come quelle del Generale Gambara, dai Marescialli d'Italia Cavallero e Bastico, dove quest'ultimo, passato in rassegna il reparto, consegnò la decorazioni al Valor Militare.

### La nascita della Divisione
Il 24 maggio 1942, come riconoscimento per il valore dimostrato a Bir el Gobi, per ordine del Duce venne costituita la 136ª Divisione corazzata "Giovani Fascisti", al comando del generale di divisione Ismaele Di Nisio, nell'ambito della quale il 30 agosto il Gruppo Battaglioni "GG.FF." divenne Reggimento fanteria "Giovani Fascisti".
A dispetto del nome la divisione non fu mai dotata di veicoli corazzati e gli unici reparti assegnati furono oltre ai due battaglioni di "Giovani Fascisti", il 136º artiglieria con due carri medi e altrettante blindo del Nizza. Il 22 luglio 1942 la costituenda Divisione "Giovani Fascisti", passando attraverso Giarabub raggiunse l'oasi di Siwa in Egitto dove avrebbe sostato per quattro mesi. L'oasi era infestata dalla malaria, tanto che il presidio inglese sostava nell'oasi da 15 giorni fino al massimo di un mese. A sostegno della Divisione "Giovani Fascisti" giunsero dall'Italia i complementi del III° Battaglione che sarebbe stato sciolto per integrare le perdite del I° e Il° battaglione.
Siwa rivestiva particolare importanza strategica per azioni difensive contro eventuali attacchi alleati ma anche per azioni offensive come base di partenza per attacchi tendenti a raggiungere l'interno egiziano, in quanto dall'Oasi partivano diverse piste verso Giarabub e la Marmarica ad ovest, mentre le piste ad est avevano ottimi collegamenti con la Valle del Nilo e anche verso la capitale egiziana, Il Cairo. Il reparto venne schierato presso i vari passi e l'artiglieria divisionale attorno l'Oasi. La popolazione locale ha apprezzato il gesto di lasciare sventolare la bandiera egiziana accanto a quella Italiana e venne costituito un Ufficio Affari Civili utilizzando personale egiziano per tenere i contatti con i vari commercianti del luogo.
Il 22 settembre la Divisione venne ispezionata dal Generalfeldmarschall Rommel, che in seguito si intrattenne con le autorità egiziane presenti nell'Oasi. Brevi scontri con pattuglie alleate causarono lievi perdite ma il pericolo più insidioso era la malaria che colpì quasi tutta la guarnigione con circa 800 ricoveri ospedalieri. All'inizio dell'offensiva ad El Alamein nel Reggimento vi fu un crescente malumore per il mancato combattimento inducendo ben 825 volontari a chiedere il trasferimento presso reparti operativi, ma l'aiutante maggiore in 1ª annullò tutte le richieste e la Divisione rimase a presidio dell'oasi di Siwa per prevenire manovre di aggiramento da parte degli inglesi.
L'esito sfortunato della battaglia indusse il Comando italiano a far ripiegare la 136ª Divisione. Tra gli episodi da segnalare il 4 novembre 1942 alcuni notabili egiziani espressero il loro dispiacere per il prossimo ritiro del Regio Esercito con il commerciante che riforniva la 136ª Divisione di frutta e verdura presentatosi al Comando per restituire le Lire italiane avute come pagamento delle merci acquistate rifiutò le Sterline offertegli in cambio, aggiungendo: "…per me è stato un onore e avervi conosciuti…".
Il 6 novembre da Siwa, salutate da una parte della popolazione locale le truppe in ritirata con una marcia a piedi di 1200 chilometri attraverso il deserto libico, tra il 16 e il 18 novembre raggiungensero Agedabia evitando l'accerchiamento da parte del nemico ma subendo due attacchi aerei che causarono diversi morti e feriti.
Dopo avere raggiunto Agedabia il Reggimento venne schierato tra Marsa El Brega ed El-Agheila per poi ripiegare, sempre combattendo, a En Nufilia dove presso l'Ara dei Fileni incontrò il 4 dicembre i Volontari del III° Battaglione "A ferro freddo" (provenienti da aeroporto di Galatina/Brindisi) che venne subito sciolto per reintegrare le perdite del I° e del II° battaglione. Il Reggimento proseguì poi il suo dispiegamento assestandosi tra Buerat e Gheddaia dove si svolsero degli scontri con il XXX Corpo d'armata britannico lasciando due compagnie in retroguardia che si riunirono a nord di Tarhuna dove avvennero brevi combattimenti con la 7ª Divisione corazzata inglese e la 2ª Divisione Neozelandese.
Nel dicembre 1942, la divisione, dopo avere inquadrato nei suoi ranghi l'8º Reggimento bersaglieri della disciolta 132ª Divisione corazzata "Ariete", il III Battaglione dei "Giovani Fascisti" e altri reparti di supporto aveva la seguente configurazione organica:
- 136º Reggimento fanteria "Giovani Fascisti"
  - I Battaglione "Mi scaglio a ruina"
  - II Battaglione "Abbi fede"
- 8º Reggimento bersaglieri
- 136º Reggimento artiglieria
- XXV Battaglione genio
- 53ª Sezione sanità
- 105ª Sezione CC.RR.
- 45º Ufficio posta militare

### La campagna in Tunisia
Il 25 gennaio 1943, abbandonata la Libia la 136ª Divisione, denominata dl 24 febbraio anche col nuovo nome di Bersaglieri d'Africa, superato il confine con la Tunisia partecipò a tutte le fasi della campagna fino alla resa in Tunisia, dove fu l'ultima unità militare italiana ad arrendersi il 13 maggio 1943.
All'inizio del 1943 la 136ª Divisione, posta al comando del Generale di Divisione Nino Sozzani insieme alla 101ª Divisione motorizzata "Trieste" venne inquadrata nel XX Corpo d'armata, comandato dal generale Taddeo Orlando in seno alla 1ª Armata al comando del Generale Messe, assumendo finalmente una effettiva configurazione organica divisionale, sia pur motorizzata e non corazzata:
- Reggimento fanteria "Giovani Fascisti"
  - I Battaglione "Mi scaglio a ruina"
  - II Battaglione "Abbi fede"
- 8º Reggimento bersaglieri
  - V Battaglione bersaglieri motorizzato
  - XII Battaglione bersaglieri motorizzato
  - X Battaglione "M" CC.NN. A.S.
  - III Battaglione armi accompagnamento
- IX Battaglione fanteria autonomo
- 136º Reggimento artiglieria
  - XIV Gruppo artiglieria su autocannoni da 65/17 su Morris CS8[14]
  - XV Gruppo artiglieria su autocannoni da 65/17 su Morris CS8
  - XVI Gruppo artiglieria su autocannoni da 75/27 su Fiat-SPA TL37[15]
  - XVII Gruppo artiglieria su autocannoni da 100/17 su Lancia 3Ro[16]
  - 88ª Batteria artiglieria contraerea da 20/65 Mod. 35
- III Gruppo squadroni corazzato "Cavalleggeri di Monferrato" su AB41
- IV Battaglione controcarro autocarrato "Granatieri di Sardegna"
- XXV Battaglione misto genio

La Divisione partecipò a tutta la Campagna di Tunisia, con gli episodi della Battaglia di Médenine lungo la Linea del Mareth, quella dell'Uadi Akarit (marzo-aprile 1943), finché venne infine schierata sulla linea di Enfidaville, dove combatté fino all'ordine generale di resa di tutte le forze d'Africa.

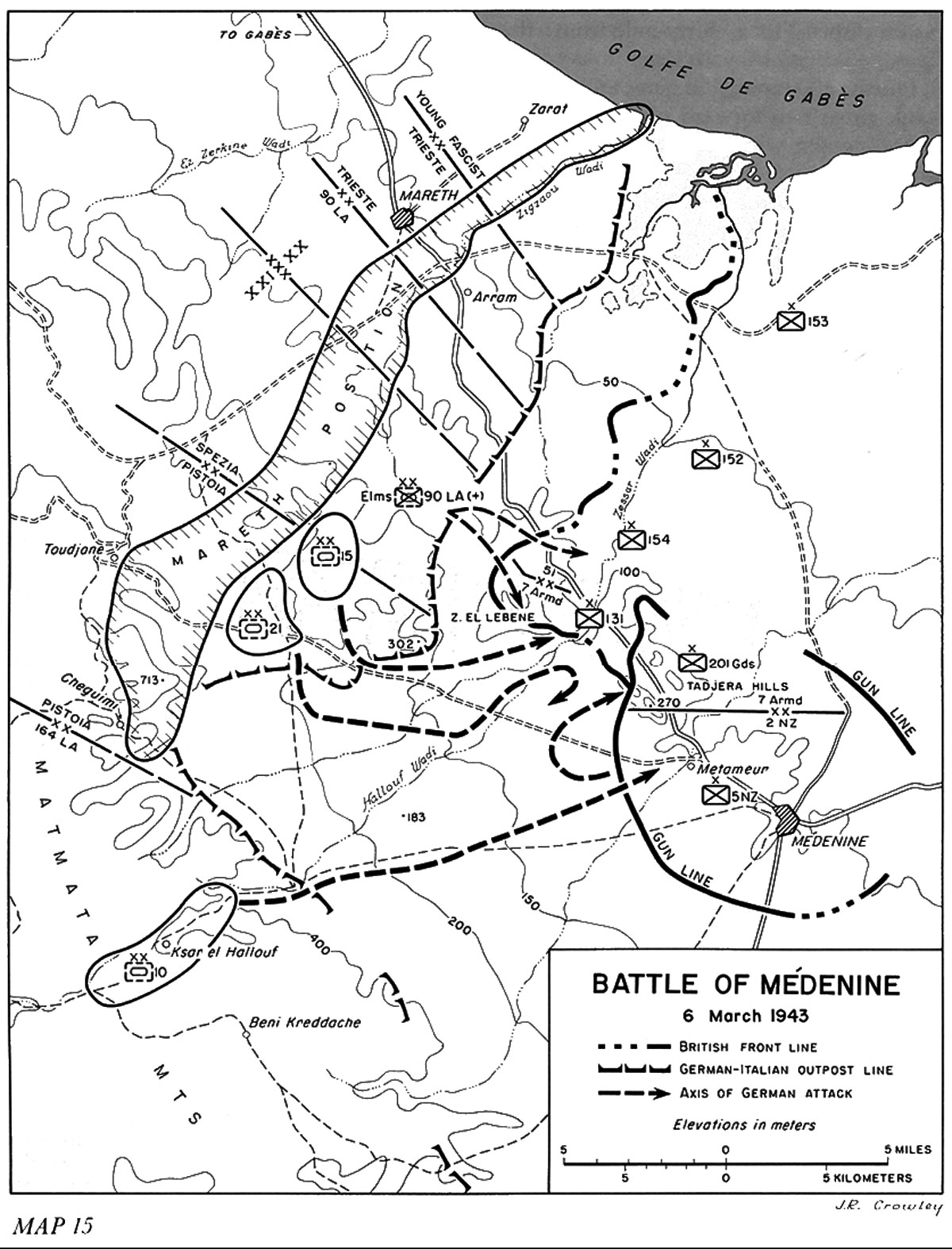
Mappa della Battaglia di Medenine (Mareth) dove appare vicino alla costa la posizione dei "Giovani Fascisti"

Nel periodo febbraio-marzo 1943 le truppe italo-tedesche si attestarono lungo l'ex linea fortificata del Mareth costruita dai francesi per contrastare un eventuale attacco italiano ed in parte smantellata a seguito della resa francese. Il Generale Messe, comandante della 1ª Armata in data 8 febbraio, richiese allo Stato Maggiore di inviare due battaglioni di bersaglieri, proponendo di cambiare il nome della Divisione "Giovani Fascisti" in Divisione "Bersaglieri d'Africa", avendo incorporato l'8º Reggimento bersaglieri, mentre il Reggimento "Giovani Fascisti" ormai ridotto a 500 volontari avrebbe potuto chiamarsi Battaglione d'assalto "Giovani Fascisti", ma il Comando in data 13 marzo, comunicava che i due battaglioni bersaglieri erano stati inviati ad un altro fronte e la Divisione e il Reggimento "Giovani Fascisti" non cambiarono mai nome.
Dal 17 al 30 marzo il Reggimento combatte contro la 50ª Divisione di fanteria britannica, lungo la linea del Mareth occupando e rioccupando alcune posizioni perdute, tra cui il caposaldo "Biancospino", ripiegando per evitare l'accerchiamento lungo la linea del Wadi Akarit-Chotts dove tra il 5 e il 6 aprile si svolsero combattimenti con lievi perdite, che costrinsero ancora una volta le truppe italo-tedesche al ripiegamento su Enfidaville in quella che sarà l'ultima linea di resistenza. La prima battaglia di Enfidaville combattuta dal 19 al 30 aprile 1943 ebbe inizio con un attacco massiccio dal cielo e da terra. Alle prime luci dell'alba del 25 aprile, giorno di Pasqua, la 6ª Brigata Neozelandese con elementi della 167ª Brigata Guardie Inglese attaccano tutto il settore tenuto dai Volontari "Giovani Fascisti", con violenti combattimenti particolarmente sulla quota 141, tenuta dalla 2ª Compagnia, persa due volte ma riconquistata con violenti a corpo a corpo all'arma bianca con gravi perdite da entrambe le parti. Sul campo di battaglia alla fine verranno contati circa 150 nemici caduti, mentre le perdite del Reggimento tra morti, feriti e dispersi ammonteranno a 156. Molti gli episodi di valore, tra tutti quello del Volontario Stefano David il quale, ferito e catturato dal nemico, sospinto dalle baionette inglesi con lo scopo di penetrare nelle linee dei "Giovani Fascisti", giunto nelle vicinanze delle postazioni dei commilitoni e vedendo che questi gli andavano incontro per aiutarlo, trovò la forza per rialzarsi e gridare: "2ª Compagnia fuoco! Sono nemici! ", cadendo falciato assieme ai nemici e venendo poi per questo decorato di Medaglia d'oro al valor militare alla memoria. Il 29 aprile la quota 141 venne definitivamente riconquistata dai volontari della 3ª Compagnia, che alla fine del combattimento si ridusse a soli 20 uomini. Ai combattimenti, al comando di una compagnia prese parte il Capitano Mario Niccolini già aiutante maggiore di 1ª del comandante Gruppo Battaglioni "Giovani Fascisti" tenente colonnello Fernando Tanucci Nannini e fratello di Ippolito Niccolini, caduto a Bir el Gobi.
Dal 9 al 13 maggio del 1943 venne combattuta la seconda battaglia di Enfidaville, ma nonostante l'impari lotta quota 141, sempre teatro di cruenti scontri, rimase saldamente in mano ai "Giovani Fascisti", ora agli ordini del generale Guido Boselli. Il 10 maggio la 90ª Divisione tedesca si arrese e i volontari occuparono le postazioni abbandonate dai tedeschi continuando a combattere e l'11 maggio la Divisione "Giovani Fascisti" è citata sul bollettino di guerra nº 1081; il 12 maggio, giorno in cui da Roma giunse l'ordine di resa, su tutto il fronte, Quota 141, presidiata dai "Giovani Fascisti" era l'unico punto in cui si continuava a combattere.

### Lo scioglimento
Il 13 maggio con la resa delle truppe italo-tedesche in Tunisia, il Reggimento veniva sciolto come tutti gli altri reparti catturati e il generale Messe, comandante della 1ª Armata nominato Maresciallo d'Italia il giorno precedente da Mussolini quando venne dato l'ordine di resa da Roma, venne fatto prigioniero dal generale dell'esercito neozelandese Bernard Freyberg e tradotto, unitamente al suo capo di stato maggiore, generale Mancinelli, al cospetto di Montgomery e successivamente insieme ad altri importanti ufficiali arrestati portato in una villa, a Wilton Park, in Inghilterra gestita dal servizio segreto, dove gli ufficiali italiani furono interrogati direttamente e sollecitati a parlare, e le loro conversazioni registrate per verificare il loro stato d'animo allo scopo di selezionare i militari da far ritornare in Italia agli ordini degli Alleati.
Il 136º Reggimento "Giovani Fascisti" venne sciolto ufficialmente su ordine del Ministero della Guerra nei giorni successivi alla destituzione di Mussolini del 25 luglio. Molti dell'XI Battaglione, formato da reduci e feriti, e le reclute del IV Battaglione, costituito a Macchia Madama, ma che non fu mai operativo, vennero arruolati nel 10º Reggimento arditi, dove andarono a formare la 133ª Compagnia terrestre e nella Divisione "Sassari".

## Comandanti
- Gen. B. Ismaele di Nisio (24 maggio - 21 novembre 1942)
- Gen. D. Nino Sozzani (22 novembre 1942 - 12 aprile 1943)
- Gen. D. Guido Boselli (13 aprile - 13 maggio 1943).

## Riconoscimenti individuali al Valor militare
Relativi ai soli appartenenti al Gruppo Battaglioni (poi Reggimento) "Giovani Fascisti":
- 2 Medaglie d'oro al valor militare
  - Caporal maggiore Ippolito Nicolini (Bir el Gobi, Libia, 3-4-5 dicembre 1941)[24]
  - Soldato Stefano David (Quota 141 di Diez Srafi, Tunisia, 25 aprile 1943)[25]
- 38 Medaglie d'argento al valor militare
- 61 Medaglie di bronzo al valor militare
- 116 Croci di guerra al valor militare